# Kurarua cuprea
Kurarua cuprea är en skalbaggsart som beskrevs av Hüdepohl 1992. Kurarua cuprea ingår i släktet Kurarua och familjen långhorningar. Inga underarter finns listade i Catalogue of Life.